# Чальчіутлікуе

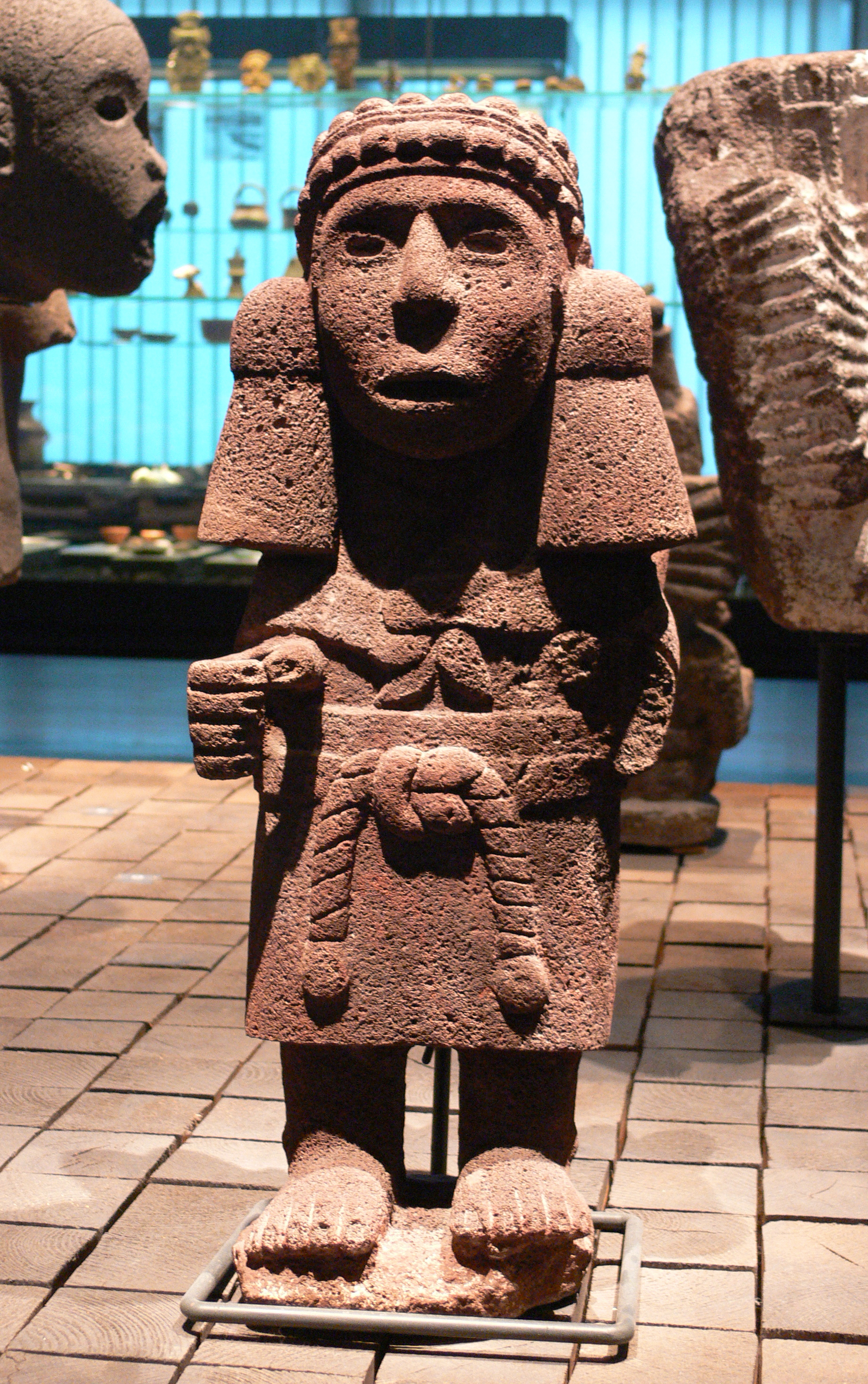
Чальчіутлікуе

Чальчіутлікуе (ісп. Chalchiuhtlicue) — богиня вод (дощу, річок, озер, струмків, морів), представниця ацтекського пантеону. Ім'я з науатль перекладається як «Та, у якої спідниця з нефриту». Інше ім'я Матлалькуейє («Власниця зеленої спідниці», в інших міфах — це окрема богиня), Ачуекукьотічіуаті, богиня океанів. Могла викликати шторми, буревії та смерчі. Ймовірно, традицію шанування цієї богині запозичено у цивілізації Теотіуакана. Була символом 5 трецени (1 Очерет — 13 Змія).

## Опис
Була представлена як річка, з якої виріс опунція кактус, що нахилився під вагою плодів, що символізували людське серце. Її головний убір складався з декількох широких смуг з бавовни і обшитих насіння амаранту або паперову «корону» зеленого кольору з зеленим пір'ям й кульками. Великі круглі китиці спадали з головного убору. Одяг складався з шалі із китицями і зеленої спідниці (або спідниці із зелених каменів). У правій руці часто тримала своєрідний хрест, створений з двох стрічок. Часто асоціюється зі зміями. У лівій — щита з широким круглим водяним листом-atlacuecona. На шиї тримала кулон із шматками золота.

## У міфах
Була дружиною (або сестрою) Тлалока, бога дощу, й матір'ю бога місяця Текціцтекатля. В іншому міфі Шутекутлі. Вона зображує помічницею чоловіка Тлалока в керуванні райською державою Тлалокан. Вважалася символом родючості, оскільки вода була одним з найважливіших для землеробної культури ацтеків.
Відповідно до міфів ацтеків, була Сонцем четвертої ери. Богиня наслала воду у відповідь на образу Тлалока. Цей період завершився потопом, що тривав 52 роки, під час якого люди перетворилися на риб. Водночас побудувала міст від землі до неба, по якому усі, хто заслужив прихильність цієї богині, змогли врятуватися.
За однім з міфів Чальчіутлікуе пожирає сонце і місяць. Інколи до неї зверталися жінки, що не могли народити, допомагала від безплідності.

## Культ і мистецтво
З 20 загальноацтекських свят богині Чальчіутлікуе та її чоловіку Тлалоку було присвячено 5. Під час ритуальних фестивалів жрець богині пірнав в озеро й імітував рухи й кумкання жаби, щоб вдовольнити Чальчіутлікуе і викликати дощ.
У мистецтві позначалося короткою зеленою лінією та чорною вертикальною. Про неї йдеться у кодексах Борджіа, Бурбон, Рамірес.